# Lijst van burgemeesters van Bremen

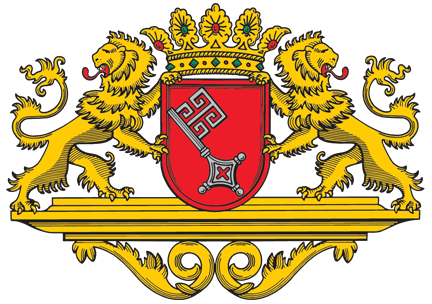
Wapen van de Vrije en Hanzestad Bremen

Deze pagina bevat een overzicht van burgemeesters van de Duitse Vrije Hanzestad Bremen.
Volgens de grondwet van de Vrije Hanzestad Bremen wordt de stadstaat bestuurd door een regeringscollege, Senaat (Senat) genaamd. De voorzitter van de Senaat (Präsident der Senats) is zowel regeringsleider van de deelstaat Bremen als burgemeester (Bürgermeister) van de stad Bremen. Hij of zij is echter geen burgemeester van de stad Bremerhaven, die ook tot de deelstaat Bremen behoort. Bremerhaven kent haar eigen burgemeesters.
De regeringsleider van de deelstaat Bremen is lid van de Bondsraad (Bundesrat). De functie staat gelijk aan die van ministers-presidenten van andere Duitse deelstaten.

## Kiessysteem
De eerste burgemeester wordt gekozen door het parlement van Bremen, de Bremische Bürgerschaft. Tussen 1882 en 1919 werden elke vier jaar twee burgemeesters gekozen, die elkaar vervolgens per kalenderjaar afwisselden als eerste burgemeester. Dit systeem werd na de Eerste Wereldoorlog afgeschaft. Ten tijde van de Radenrepubliek en de Weimarrepubliek werd een systeem gehanteerd dat vergelijkbaar is met het huidige. Tussen 1933 en 1945 waren er geen verkiezingen en werden de Senaat en burgemeester van Bremen benoemd door de plaatselijke Reichskommissar.
De eerste burgemeester wordt bijgestaan door een tweede burgemeester (Zweite Bürgermeister), die door de Senaat gekozen wordt. Voor beiden bedraagt de ambtstermijn vier jaar.

## Lijst van eerste burgemeesters van1803tot1882
- 1803 - 1810/17: Heinrich Lampe
- 1814 - 1821: Georg Gröning

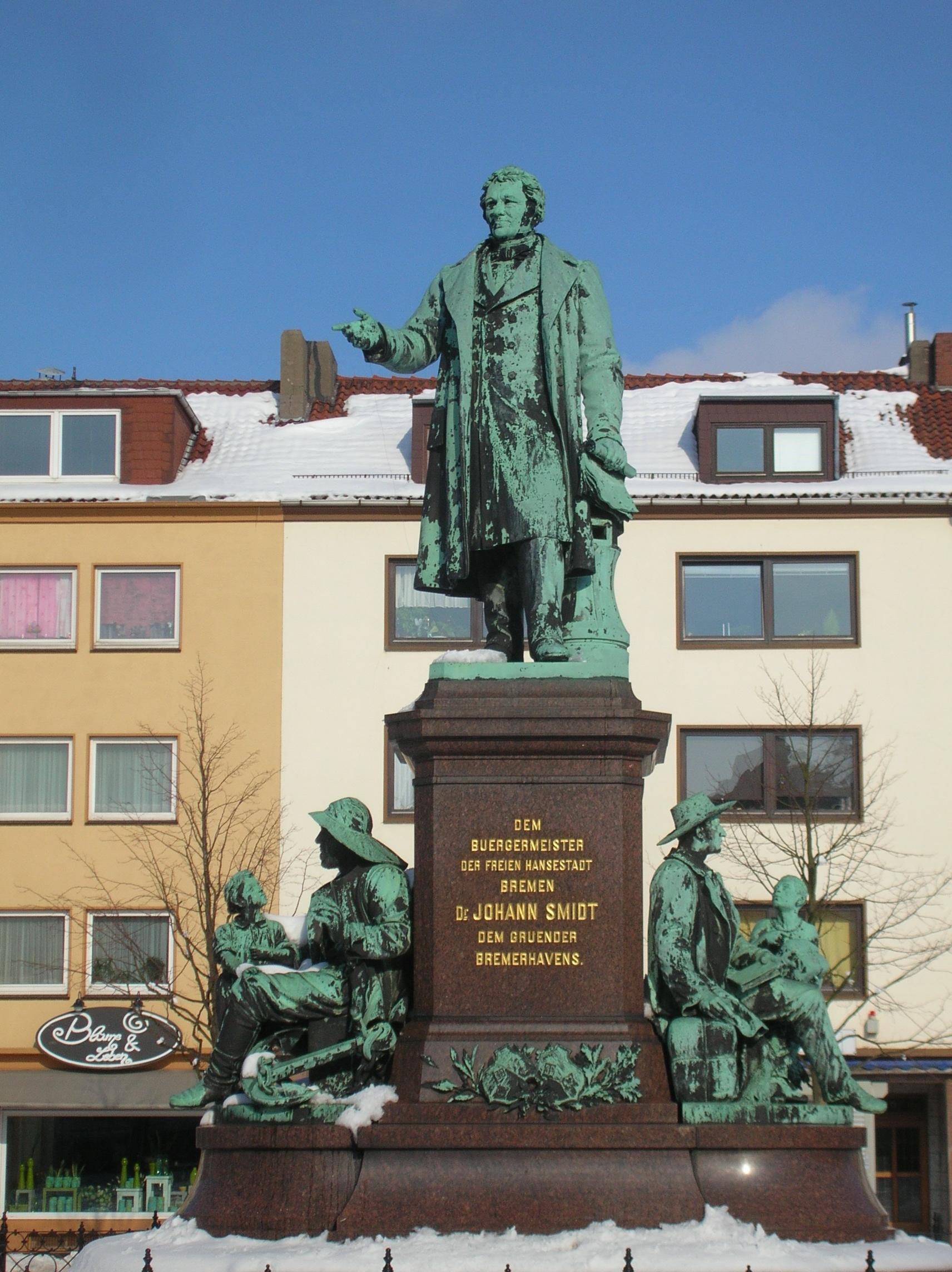
Standbeeld van Johann Smidt (1773-1857) te Bremerhaven, eerste burgemeester van Bremen tussen 1821 en 1857

- 1817 - 1822: Christian Hermann Schöne
- 1821 - 1857: Johann Smidt (met uitzondering van 1849-1852)
- 1822 - 1845: Simon Hermann Nonnen
- 1845 - 1847: Diederich Meier
- 1847 - 1853: Issak Hermann Albrecht Schumacher
- 1853 - 1857: Johann Smid, (tweede burgemeester, waarnemend eerste burgemeester)
- 1857 - 1863: Arnold Duckwitz
- 1864 - 1867: Karl Friedrich Gottfried Mohr
- 1868 - 1871: Johann Daniel Meier
- 1871 - 1875: Otto Gildemeister
- 1876 - 1879: Friedrich Moritz Christian Pfeiffer
- 1879 - 1882: Friedrich Ludolf Grave

## Lijst van eerste burgemeesters van Bremen sinds1882

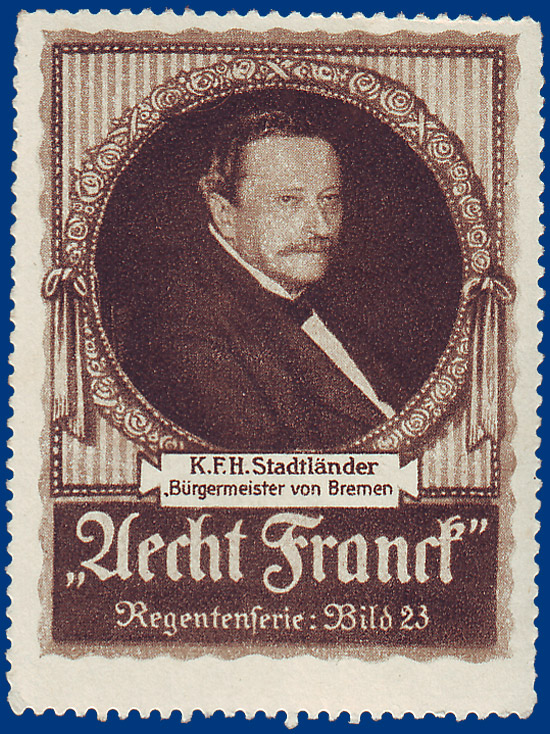
Karl Stadtländer (1844-1916), eerste burgemeester van Bremen in 1914

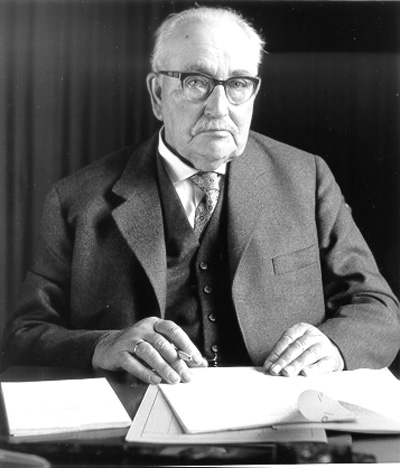
Wilhelm Kaisen (1887-1979), eerste burgemeester van Bremen van 1945 tot 1965

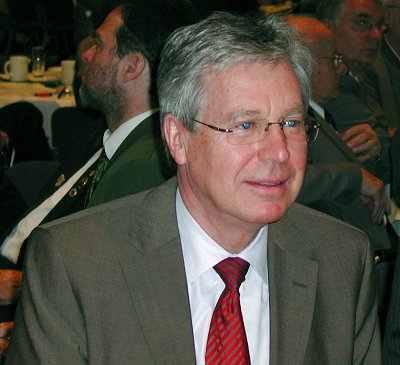
Jens Böhrnsen (°1949), eerste burgemeester van Bremen van 2005 tot 2015

| Persoon                                                             | periode                              | fractie    |
| ------------------------------------------------------------------- | ------------------------------------ | ---------- |
| 1882 - 1919: Duitse Keizerrijk                                      |                                      |            |
| Otto Gildemeister                                                   | 1882 - 31 december 1882              | liberaal   |
| Karl Friedrich Christian Buff                                       | 1 januari 1883 - 31 december 1883    |            |
| Otto Gildemeister                                                   | 1 januari 1884 - 31 december 1884    | liberaal   |
| Karl Friedrich Christian Buff                                       | 1 januari 1885 - 31 december 1885    |            |
| Otto Gildemeister                                                   | 1 januari 1886 - 31 december 1886    | liberaal   |
| Stephan August Lürmann                                              | 1 januari 1887 - 31 december 1887    |            |
| Karl Friedrich Christian Buff                                       | 1 januari 1888 - 31 december 1888    |            |
| Stephan August Lürmann                                              | 1 januari 1889 - 31 december 1889    |            |
| Karl Friedrich Christian Buff                                       | 1 januari 1890 - 31 december 1890    |            |
| Alfred Dominicus Pauli                                              | 1 januari 1891 - 31 december 1891    |            |
| Stephan August Lürmann                                              | 1 januari 1892 - 31 december 1892    |            |
| Alfred Dominicus Pauli                                              | 1 januari 1893 - 31 december 1893    |            |
| Stephan August Lürmann                                              | 1 januari 1894 - 31 december 1894    |            |
| Albert Gröning                                                      | 1 januari 1895 - 31 december 1895    |            |
| Alfred Dominicus Pauli                                              | 1 januari 1896 - 31 december 1896    |            |
| Albert Gröning                                                      | 1 januari 1897 - 31 december 1897    |            |
| Alfred Dominicus Pauli                                              | 1 januari 1898 - 31 december 1898    |            |
| F. August Schultz                                                   | 1 januari 1899 - 31 december 1899    |            |
| Albert Gröning                                                      | 1 januari 1900 - 31 december 1900    |            |
| F. August Schultz                                                   | 1 januari 1901 - 31 december 1901    |            |
| Albert Gröning                                                      | 1 januari 1902 - 31 december 1902    |            |
| Alfred Dominicus Pauli                                              | 1 januari 1903 - 31 december 1903    |            |
| Carl Georg Barkhausen                                               | 1 januari 1904 - 31 december 1904    |            |
| Alfred Dominicus Pauli                                              | 1 januari 1905 - 31 december 1905    |            |
| Carl Georg Barkhausen                                               | 1 januari 1906 - 31 december 1906    |            |
| Victor Wilhelm Marcus                                               | 1 januari 1907 - 31 december 1907    |            |
| Alfred Dominicus Pauli                                              | 1 januari 1908 - 31 december 1908    |            |
| Victor Wilhelm Marcus                                               | 1 januari 1909 - 31 december 1909    |            |
| Alfred Dominicus Pauli                                              | 1 januari 1910 - 31 december 1910    |            |
| Carl Georg Barkhausen                                               | 1 januari 1911 - 31 december 1911    |            |
| Victor Wilhelm Marcus                                               | 1 januari 1912 - 31 december 1912    |            |
| Carl Georg Barkhausen                                               | 1 januari 1913 - 31 december 1913    |            |
| K.F.H. Stadtländer                                                  | 1 januari 1914 - 31 december 1914    |            |
| Clemens Carl Buff                                                   | 1 januari 1915 - 31 december 1915    |            |
| Carl Georg Barkhausen                                               | 1 januari 1916 - 31 december 1916    |            |
| Clemens Carl Buff                                                   | 1 januari 1917 - 31 december 1917    |            |
| Hermann Christian Ferdinand Hildebrand                              | 1 januari 1918 - 10 januari 1919     | DDP        |
| 1919: Radenrepubliek                                                |                                      |            |
| Head Frasunkiewicz (Voorzitter van de Raad van Volkscommissarissen) | 10 januari 1919 - 4 februari 1919    | USPD       |
| Karl Jörn (Voorzitter van de Raad van Volkscommissarissen)          | 20 januari 1920                      | KPD        |
| 1919 - 1933: Weimarrepubliek                                        |                                      |            |
| Karl Deichmann                                                      | 4 februari 1919 - december 1920      | SPD        |
| Martin Donandt                                                      | december 1920 - 18 maart 1933        | partijloos |
| 1933 - 1945: nazi-Duitsland                                         |                                      |            |
| Richard Markert (tot 13 mei 1933: Reichskommissar)                  | 5 maart 1933 - 23 oktober 1934       | NSDAP      |
| Karl Hermann Otto Heider                                            | 23 oktober 1934 - 22 juni 1937       | NSDAP      |
| Johann Heinrich Böhmcker                                            | 22 juni 1937 - 16 juni 1944          | NSDAP      |
| Richard Duckwitz                                                    | juni 1944 - 26 april 1945            | NSDAP      |
| Johannes Schroers                                                   | 26 april 1945 - 30 april 1945        | NSDAP      |
| 1945 - heden: Bondsrepubliek Duitsland                              |                                      |            |
| Erich Vagts                                                         | 4 mei 1945 - 31 juli 1945            | partijloos |
| Wilhelm Kaisen                                                      | 31 juli 1945 - 20 juli 1965          | SPD        |
| Willy Dehnkamp                                                      | 20 juli 1965 - 28 november 1967      | SPD        |
| Hans Koschnick                                                      | 28 november 1967 - 18 september 1985 | SPD        |
| Klaus Wedemeier                                                     | 18 september 1985 - 4 juli 1995      | SPD        |
| Henning Scherf                                                      | 4 juli 1995 - 8 november 2005        | SPD        |
| Jens Böhrnsen                                                       | 8 november 2005 - 15 juli 2015       | SPD        |
| Carsten Sieling                                                     | 15 juli 2015 - 15 augustus 2019      | SPD        |
| Andreas Bovenschulte                                                | sinds 15 augustus 2019               | SPD        |

## Verwijzingen
1. ↑  Bremische Bürgerschaft
2. ↑  Bleef door de Novemberrevolutie iets langer dan gepland; moest wijken voor de Radenrepubliek Bremen
3. ↑  De Radenrepubliek Bremen capituleerde op 4 februari 1919
4. ↑  Eerste burgemeester na de Radenrepubliek